# Билвенешть (комуна)
Билвенешть, Билвенешті (рум. Bâlvănești) — комуна у повіті Мехедінць в Румунії. До складу комуни входять такі села (дані про населення за 2002 рік):
- Билвенешть (355 осіб)
- Билвенештій-де-Жос (209 осіб)
- Келінештій-де-Жос (50 осіб)
- Келінештій-де-Сус (78 осіб)
- Пирладжеле (465 осіб)

Комуна розташована на відстані 273 км на захід від Бухареста, 18 км на північ від Дробета-Турну-Северина, 104 км на північний захід від Крайови.

## Населення
За даними перепису населення 2002 року у комуні проживали 1157 осіб, усі — румуни. Усі жителі комуни рідною мовою назвали румунську.
Склад населення комуни за віросповіданням:
| Релігія       | Кількість осіб | Відсоток |
| ------------- | -------------- | -------- |
| православні   | 1155           | 99,8%    |
| реформати     | 1              | 0,1%     |
| п'ятдесятники | 1              | 0,1%     |